# Temporada 1942-1943 del RCD Espanyol
Dades de la Temporada 1942-1943 del RCD Espanyol.

## Fets Destacats
- L'any 1942 es crea la secció d'hoquei patins del club[4]
- 4 d'octubre de 1942: Lliga: At. Aviación 2 - Espanyol 3
- 18 d'octubre de 1942: Lliga: Espanyol 5 - Real Oviedo 0
- 15 de novembre de 1942: Lliga: Espanyol 4 - Reial Madrid 2
- 17 de gener de 1943: Lliga: Espanyol 4 - At. Aviación 2
- 28 de febrer de 1943: Lliga: Reial Madrid 7 - Espanyol 0
- 18 d'abril de 1943: Partit de promoció de Lliga: Espanyol 2 - Sporting de Gijón 1
- 18 de maig de 1943: Copa: Reial Madrid 2 - Espanyol 0, en el partit de desempat a Madrid, després d'empatar a 1 a Sarrià i a 3 a Madrid

## Resultats i Classificació
- Lliga d'Espanya: Onzena posició amb 24 punts (26 partits, 9 victòries, 6 empats, 11 derrotes, 45 gols a favor i 51 en contra).
- Copa d'Espanya: Vuitens de final. Eliminà el CA Osasuna però fou eliminat pel Reial Madrid a vuitens de final després d'un partit de desempat.

## Plantilla
| P   | Jugador           | Lliga | Lliga | Copa d'Espanya | Copa d'Espanya | Promoció | Promoció |
| P   | Jugador           | PJ    | G     | PJ             | G              | PJ       | G        |
| --- | ----------------- | ----- | ----- | -------------- | -------------- | -------- | -------- |
| POR | Albert Martorell  | 20    | -39   | 5              | -8             | 1        | -1       |
| POR | Josep Trias       | 6     | -12   | -              | -              | -        | -        |
| DEF | Josep Mariscal    | 23    | -     | 5              | -              | 1        | -        |
| DEF | Jaume Elias       | 22    | -     | 2              | -              | 1        | -        |
| DEF | Antoni Fàbregas   | 8     | -     | 5              | -              | 1        | -        |
| DEF | Josep Casas       | 7     | -     | -              | -              | -        | -        |
| DEF | Ricard Teruel     | 3     | -     | -              | -              | -        | -        |
| DEF | Abraham Carnicero | 1     | -     | 3              | -              | -        | -        |
| DEF | Manuel González   | -     | -     | -              | -              | -        | -        |
| MIG | Fèlix Llimós      | 24    | -     | 3              | -              | 1        | -        |
| MIG | Jaume Arasa       | 19    | -     | 1              | -              | -        | -        |
| MIG | Ferran Barnet     | 15    | -     | -              | -              | -        | -        |
| MIG | Javier Iraburu    | 12    | -     | -              | -              | -        | -        |
| MIG | Josep Canal       | 3     | 1     | -              | -              | -        | -        |
| MIG | Arturo Conesa     | 2     | -     | -              | -              | -        | -        |
| MIG | Joaquim Torrent   | 1     | -     | 4              | -              | 1        | -        |
| MIG | Francesc Suriol   | 1     | -     | -              | -              | -        | -        |
| MIG | Isidre Rovira     | -     | -     | 3              | -              | -        | -        |
| MIG | Josep Ricart      | -     | -     | 2              | 1              | -        | -        |
| DAV | Josep Juncosa     | 26    | 22    | 1              | -              | 1        | 1        |
| DAV | Gabriel Jorge     | 24    | 7     | 5              | 3              | 1        | -        |
| DAV | Macala            | 22    | 5     | 3              | -              | 1        | -        |
| DAV | Emili Huguet      | 13    | 2     | 5              | -              | 1        | 1        |
| DAV | Crisant Bosch     | 12    | -     | -              | -              | -        | -        |
| DAV | Eduard Olivas     | 10    | 4     | 5              | 4              | 1        | -        |
| DAV | Lluís Barceló     | 9     | 2     | 1              | -              | -        | -        |
| DAV | Felip Ara         | 3     | 2     | -              | -              | -        | -        |
| DAV | Josep Espada      | -     | -     | 2              | -              | -        | -        |